# Otto I. (Kärnten)

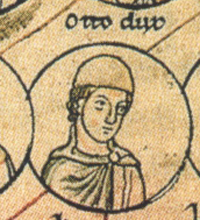
Herzog Otto auf der Verwandtschaftstafel der Ottonen (Chronica Sancti Pantaleonis, 2. Hälfte des 12. Jahrhunderts. Herzog August Bibliothek, Wolfenbüttel, Cod. Guelf. 74.3 Aug., pag. 226)

Otto I., Herzog von Kärnten, genannt Otto von Worms (* um 948; † 4. November 1004) war der einzige Sohn des Saliers Konrad des Roten, Herzog von Lothringen, und dessen Frau Liutgard von Sachsen (931–953), der Tochter des Kaisers Otto I. mit dessen ersten Frau Edgitha.
Er war Graf im Speyergau, Wormsgau, Elsenzgau, Kraichgau, Enzgau, Pfinzgau und Ufgau, sowie im Jahr 956 Graf im Nahegau. 978 bis 983 und 995 bis 1004 war er Herzog von Kärnten. Im Jahre 995 erhielt er nach dem Tod Heinrichs des Zänkers mit dem Herzogtum Kärnten auch die Mark Verona. Bei der Königswahl des Jahres 1002 war er einer der Kandidaten.
Er gründete im Jahr 977 (oder 987 – Quellenlage unsicher) das Kloster Lambrecht im Speyergau. In der gleichen Zeit ließ er in Zell bei Worms die während der Ungarneinfälle verwüstete Wallfahrtsstätte von Philipp von Zell renovieren. Um das Jahr 1000 gründete er das Stift Sinsheim.
Im Oktober 1002 gab Otto die salischen Besitzungen und die Salierburg in Worms auf Drängen Heinrichs II. auf. Als Ersatz wurde ihm vom König der Königshof Bruchsal mit seinen Besitzungen und der Königsforst Lußhardt zugeschrieben.
Sein Begräbnisort ist unbekannt. Als mögliche Begräbnisorte werden Bruchsal, Kärnten, St. Lambrecht oder Sinsheim genannt.
Otto war mit Judith († 991) verheiratet, mit der er vier Söhne hatte:
- Heinrich von Worms († 989/1000), Graf im Wormsgau, ⚭ Adelheid († wohl 1039/1046, Schwester der Grafen Adalbert und Gerhard aus der Familie der Matfride)
- Bruno (* 972; † 999), ab 996 Papst Gregor V.
- Konrad von Kärnten († 1011), Herzog von Kärnten, ⚭ um 1002 Mathilde von Schwaben (* wohl 988; † 1031/1032), Tochter des Herzogs Hermann II. aus dem Hause der Konradiner
- Wilhelm († 1046/1047), ab 1028 oder 1029 Bischof von Straßburg